# Эйткен, Споттисвуд
Споттисвуд Эйткен (англ. Spottiswoode Aitken; 16 апреля 1868, Эдинбург, Шотландия — 26 февраля 1933, Лос-Анджелес, Калифорния) — шотландский и американский актёр театра и немого кино.
Эйткен начинал актёрскую карьеру на театральной сцене, около 25 лет он гастролировал по США, пока в 1910 году не стал сниматься в кино. Он был одним из любимых актёров Дэвида Уорка Гриффита, снимался в нескольких его фильмах, а также финансировал создание картины Гриффита «Рождение нации». Эйткен активно снимался до 1927 года, после чего вышел на пенсию. Он был одним из первых актёров, поселившихся в Голливуде.

## Избранная фильмография
- 1911 — Битва / The Battle
- 1914 — Дом, милый дом / Home, Sweet Home
- 1914 — Совесть-мститель
- 1916 — Макбет
- 1916 — Нетерпимость
- 1922 — Монте-Кристо / Monte Cristo — аббат Фариа
- 1922 — Молодой раджа / The Young Rajah
- 1923 — Карусель / Merry-Go-Round — военный министр, отец Гизелы